# Archimonocelis staresoi
Archimonocelis staresoi är en plattmaskart som beskrevs av Martens och Curini-Galletti 1993. Archimonocelis staresoi ingår i släktet Archimonocelis och familjen Archimonocelididae. Inga underarter finns listade i Catalogue of Life.